# Silkroad-R
Silkroad-R (eigene Schreibweise), Abkürzung für 'Silkroad-Rebirth', ist eine überarbeitete Version des koreanischen MMORPG Silkroad Online aus dem Jahr 2011. Die Neuauflage stellt ein komplett eigenes Spiel dar und hebt sich durch mehrere tiefgreifende Veränderungen vom Originalspiel ab.

## Unterschiede zum Original
Das Originalspiel Silkroad Online stand zuletzt in der Kritik. Bei der Veröffentlichung von Silkroad-R wurden mehrere große Veränderungen gegenüber dem Originalspiel eingeführt, um dieser Kritik zu begegnen:
- In Silkroad Online wurde stets der extrem langsame Spielfluss auf hohen Leveln bemängelt, welcher dazu führte, dass die überwältigende Mehrzahl der Spieler Bots verwendete. In Silkroad-R wurden die benötigten Mengen an Erfahrungspunkten stark reduziert.
- Für Unmut sorgten auch die teilweise stark unausgeglichenen Rassen und Klassen im Originalspiel. In Silkroad-R wurden die Rassen und Klassen angeglichen und durch neue Fähigkeiten konkurrenzfähiger gemacht.
- Der Einsatz von Goldbots (Maschinen, die im Spiel Gold sammeln) hatte in Silkroad Online zu einer extremen Inflation geführt. Um dies zu verhindern, wurde in Silkroad-R Gold als Währung auf den ersten 70 Leveln entfernt.
- Um die Interaktion zwischen Spielern zu fördern, wurden die Erfahrungspunkte für das Spielen in Gruppen stark erhöht.
- Das Questsystem wurde komplett überarbeitet und eine Vielzahl neuer Aufgaben ins Spiel integriert.
- Mehrere Veränderungen am Userinterface wurden vorgenommen.

## Rezeption
Die neue Alternative Silkroad-R wurde von der Spielerschaft nur begrenzt angenommen. Das Originalspiel hat nach wie vor die deutlich höhere Spielerbasis, auch wenn genaue Zahlen aufgrund von Bots und Multiaccounts nicht vorliegen. Viele alte Probleme, insbesondere das Botproblem, konnten auch in Silkroad-R nicht zufriedenstellend gelöst werden.